# Hyptianthera
Hyptianthera là một chi thực vật có hoa trong họ Thiến thảo (Rubiaceae).

## Loài
Chi Hyptianthera gồm các loài: